# عين جوهرة
عين جوهرة (بالإنجليزية: AIN JOHRA)‏ هي قرية ريفية تابعة لإقليم الخميسات ضمن جهة الرباط سلا زمور زعير بالمغرب. بلغ مجموع عدد سكان عين جوهرة حسب إحصاءات 2024 حوالي 16644 نسمة من بينهم 05 أجانب يعيشون في 4050 أسرة.  يمتاز السكان الأصليون للمنطقة بجودهم وكرمهم وحسن معاملتهم، كما أن المنطقة يسودها الأمن والسلام والطمأنينة بين جميع الساكنة بل وحتى الزوار أو السكان الجدد .
تمتاز المنطقة بتربة خصبة جدا وبوفرة المياء وكثرته  مما يساهم بشكل جلي في كثرة الحقول والمزارع او الفيرمات الشيء الذي يعطي المنطقة تنوعا نباتيا استثنائيا حيت تضم نتوع ايجابي للأشجار من زيتون ورمان، تفاح، افوكا، عنب او دالية، تين، سفرجل، وغير ذلك كثير جدا ...
كما ان اشهر وأكبر منطقة  هي القطبيين وأجودها من حيث الماء ووفرته هي كراج علال كما يعلم الجميع .
تضم القطبيين أسر كبير على رأسها الخطابي كأكبر عائلة ثم البوزياني صابر ،ابيش والبيض ....